# 류잉구

류잉 구의 위치

류잉구(한국어: 유영구, 중국어: 柳營區, 병음: Liǔyíng Qū)는 중화민국 타이난시의 시할구이다. 넓이는 61.2929km2이고, 인구는 2015년 8월 기준으로 21,630명이다.

## 지리
류잉 향은 타이난시 중부에 위치하고 북쪽은 신잉 구, 둥산 구, 남쪽은 류자 구, 샤잉 구와 접하고 있다.
자난 평원과 산지의 경계에 위치하고 있기 때문에, 서부의 지세는 평탄하지만 동부에는 구릉지대가 펼쳐져 있다. 향내에는 지수이시(急水溪), 구이중시(龜重溪)가 북부를 흐르고 있다.

## 역사
류잉 구의 옛 이름은 사무영(查畝營)이며, 정성공이 이곳에 토지 측량을 위한 군영을 설치했던 것에서 유래한다. 유영의 유래에는 2가지 설이 있는데 하나는 군영 편제와 28숙(二十八宿)이 관련이 있어, 유숙(柳宿)을 이곳의 군단의 명칭에 사용했고 그 군단이 둔전 한 취락을 유숙영(柳宿營)이라고 불러, 그것이 유영(柳營)이 되었다고 하는 것과. 일본 통치 시대에 사무영의 지명 표기에 화려함이 없는 것에서 이곳의 유력 씨족인 유(劉)를 사용해 유영(劉營)이라고 했고 나아가 일본어로 劉와 柳가 동음인 것에서 柳營이라고 했다는 설이 있다.
1920년의 타이완 지방제 개편 때 이곳에 류에이 장(柳営庄)이 설치되어 다이난 주 신에이 군의 관할이 되었고 전후에 타이난 현 류잉 향으로 개편되어 현재에 이르고 있다.

## 교통
- 타이완 철로관리국 종관선
- 국도 3호선